# 和田薫子
和田 薫子（わだ かおるこ、英語: Kaoruko Wada、2009年5月13日 - ）は、日本のフィギュアスケート選手（女子シングル）。
愛知県名古屋市出身。グランプリ東海クラブ所属。名古屋市立前津中学校卒業、中京大学附属中京高等学校在学中。
主な戦績は、2024年ジュニアグランプリファイナル2位、2024年JGPチェコスケート優勝など。

## 経歴
2014年ソチオリンピックでの和田と同じ愛知県出身の浅田真央や、羽生結弦の演技に影響を受け、5歳からフィギュアスケートを始める。
浅田真央らがかつて所属していたグランプリ東海クラブで山田満知子に師事する。

### ノービス時代

#### 2018-2019シーズン
2018年全日本ノービス選手権Bクラスで24位となった。

#### 2019-2020シーズン
2019年全日本ノービス選手権Bクラスで4位となった。

#### 2020-2021シーズン
2020年全日本ノービス選手権Aクラスで6位となった。

#### 2021-2022シーズン
2021年全日本ノービス選手権Aクラスで島田麻央に次いで2位に入賞した。

この結果により2021年全日本ジュニア選手権に推薦出場し、11位となった

### ジュニア時代

#### 2022-2023シーズン
2023年全日本ジュニア選手権で10位となった。

第43回全国中学校スケート大会で5位となった。

#### 2023-2024シーズン
2024年全日本ジュニア選手権で13位となった。

第44回全国中学校スケート大会で岡田芽依に次いで2位に入賞した。

#### 2024-2025シーズン
和田にとって初めてのグランプリシリーズだったISUジュニアグランプリシリーズ第2戦チェコでSP・FS共に1位となり優勝した。続いて第5戦ポーランドで島田麻央に次いで2位に入賞し、ジュニアグランプリファイナル進出を決めた。島田麻央の30ポイントに次ぐ2位タイの28ポイントでの進出となった。(同じく2位タイは中井亜美、キム・ユソン)

全日本ジュニア選手権では島田麻央に次いで2位に入賞した。

初出場のジュニアグランプリファイナルで島田麻央に次いで2位に入賞した。

推薦出場した全日本選手権で10位となった。

初出場の世界ジュニア選手権ではSP5位となるも、FSで冒頭の2回転アクセル以外のジャンプが回転不足をとられ点数が伸びず9位、最終順位は8位となった。

第45回全国中学校スケート大会で優勝した。

GPSデビューの年にもかかわらずファイナルに進み入賞、世界ジュニアにも初出場するなど和田にとって飛躍の年となった。

## 競技成績

### ISUパーソナルベストスコア
- SP - ショートプログラム、FS - フリースケーティング
- TSS - 部門内合計得点（英: Total segment score）は太字
- TES - 技術要素点（英: Technical element score）、PCS - 演技構成点（英: Program component score）

| 部門 | 種類 | 得点   | 大会                    |
| ---- | ---- | ------ | ----------------------- |
| 総合 | TSS  | 198.22 | 2024年JGPソリダリティ杯 |
| SP   | TSS  | 70.58  | 2024年JGPソリダリティ杯 |
| SP   | TES  | 40.65  | 2024年JGPソリダリティ杯 |
| SP   | PCS  | 29.93  | 2024年JGPソリダリティ杯 |
| FS   | TSS  | 127.64 | 2024年JGPソリダリティ杯 |
| FS   | TES  | 68.40  | 2024年JGPチェコスケート |
| FS   | PCS  | 61.52  | 2024年JGPソリダリティ杯 |

### 主な戦績
- JGP - ISUジュニアグランプリシリーズ
- J - ジュニアクラス
- N - アドバンスドノービスクラス、A - ノービスAクラス、B - ノービスBクラス

| 大会名               | 2021–22 | 2022–23 | 2023–24 | 2024–25 |
| -------------------- | ------- | ------- | ------- | ------- |
| 世界ジュニア選手権   |         |         |         | 8位     |
| JGP ファイナル       |         |         |         | 2位     |
| JGP ソリダリティ杯   |         |         |         | 2位     |
| JGP チェコスケート   |         |         |         | 1位     |
| 全日本選手権         |         |         |         | 10位    |
| 全日本ジュニア選手権 | 11位    | 10位    | 13位    | 2位     |
| 全日本ノービス選手権 | 2位 A   |         |         |         |

### 詳細
- マークが付いている大会は国際スケート連盟公認の国際大会
- パーソナルベストは太字で表示

| 2024-2025 シーズン     |                                                            |          |          |           |
| 開催日                 | 大会名                                                     | SP       | FS       | 結果      |
| 2025年2月24日 - 3月2日 | 2025年世界ジュニアフィギュアスケート選手権（デブレツェン） | 5 64.35  | 9 117.30 | 8 181.65  |
| 2024年12月19日 - 22日  | 第93回全日本フィギュアスケート選手権（門真）               | 10 66.70 | 8 128.93 | 10 195.63 |
| 2024年2月3日 - 6日     | 2024年全国中学校スケート大会（長野）                       | 1 65.75  | 1 121.07 | 1 186.82  |
| 2024年12月5日 - 8日    | ISUジュニアグランプリファイナル（グルノーブル）            | 2 67.77  | 2 123.98 | 2 191.75  |
| 2024年11月15日 - 17日  | 第93回全日本フィギュアスケートジュニア選手権（広島）       | 2 66.40  | 4 123.77 | 2 190.17  |
| 2024年9月25日 - 28日   | ISUジュニアグランプリ ソリダリティ杯（グダニスク）         | 2 70.58  | 2 127.64 | 2 198.22  |
| 2024年9月4日 - 7日     | ISUジュニアグランプリ チェコスケート（オストラヴァ）       | 1 67.21  | 1 126.93 | 1 194.14  |

| 2023-2024 シーズン    |                                                      |         |          |           |
| 開催日                | 大会名                                               | SP      | FS       | 結果      |
| 2024年2月3日 - 6日    | 2024年全国中学校スケート大会（長野）                 | 2 60.12 | 2 112.50 | 2 172.62  |
| 2023年11月17日 - 19日 | 第92回全日本フィギュアスケートジュニア選手権（大津） | 7 60.26 | 14 97.61 | 13 157.87 |

| 2022-2023 シーズン    |                                                            |         |           |           |
| 開催日                | 大会名                                                     | SP      | FS        | 結果      |
| 2023年2月4日 - 7日    | 2023年全国中学校スケート大会（長野）                       | 5 58.51 | 5 116.12  | 5 174.63  |
| 2022年11月25日 - 27日 | 第91回全日本フィギュアスケートジュニア選手権（ひたちなか） | 9 57.73 | 10 101.21 | 10 158.58 |

| 2021-2022 シーズン    |                                                        |          |          |           |
| 開催日                | 大会名                                                 | SP       | FS       | 結果      |
| 2021年11月19日 - 21日 | 第90回全日本フィギュアスケートジュニア選手権（名古屋） | 12 52.89 | 9 103.88 | 11 156.77 |
| 2021年10月22日 - 24日 | 第25回全日本フィギュアスケート選手権 ノービスA（大津） |          | 2 98.16  | 2 98.16   |

| 2020-2021 シーズン    |                                                        |    |         |         |
| 開催日                | 大会名                                                 | SP | FS      | 結果    |
| 2020年10月24日 - 25日 | 第24回全日本フィギュアスケート選手権 ノービスA（前橋） |    | 6 96.77 | 6 96.77 |

| 2019-2020 シーズン    |                                                                  |    |         |         |
| 開催日                | 大会名                                                           | SP | FS      | 結果    |
| 2019年10月18日 - 20日 | 第23回全日本フィギュアスケートノービス選手権 ノービスB（西東京） |    | 4 68.63 | 4 68.63 |

| 2018-2019 シーズン    |                                                                |    |          |          |
| 開催日                | 大会名                                                         | SP | FS       | 結果     |
| 2018年10月19日 - 21日 | 第22回全日本フィギュアスケートノービス選手権 ノービスB（高石） |    | 24 55.15 | 24 55.15 |

## プログラム使用曲
| シーズン  | SP                                                                                | FS                         | EX |
| --------- | --------------------------------------------------------------------------------- | -------------------------- | -- |
| 2024-2025 | How Does A Moment Last Forever（美女と野獣） 曲：セリーヌ・ディオン 振付:佐藤紀子 | タイタニック 振付:宮本賢二 |    |
| 2023-2024 | How Does A Moment Last Forever（美女と野獣） 曲：セリーヌ・ディオン 振付:佐藤紀子 | Sing For Me 振付:宮本賢二  |    |